# Eupithecia isopsaliodes
Eupithecia isopsaliodes là một loài bướm đêm trong họ Geometridae.